# Pathologie végétale

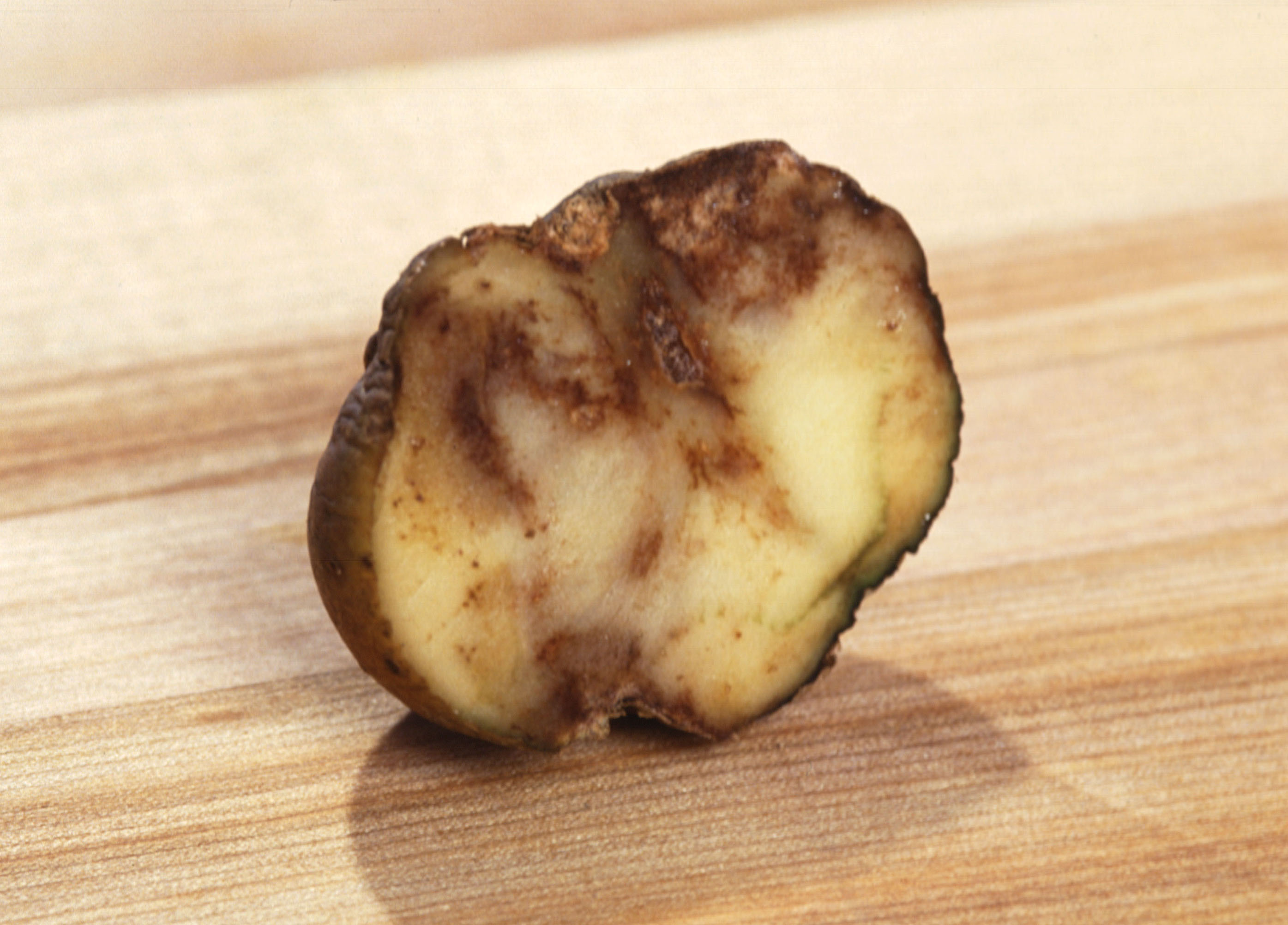
Pomme de terre infectée par le mildiou (Phytophthora infestans)

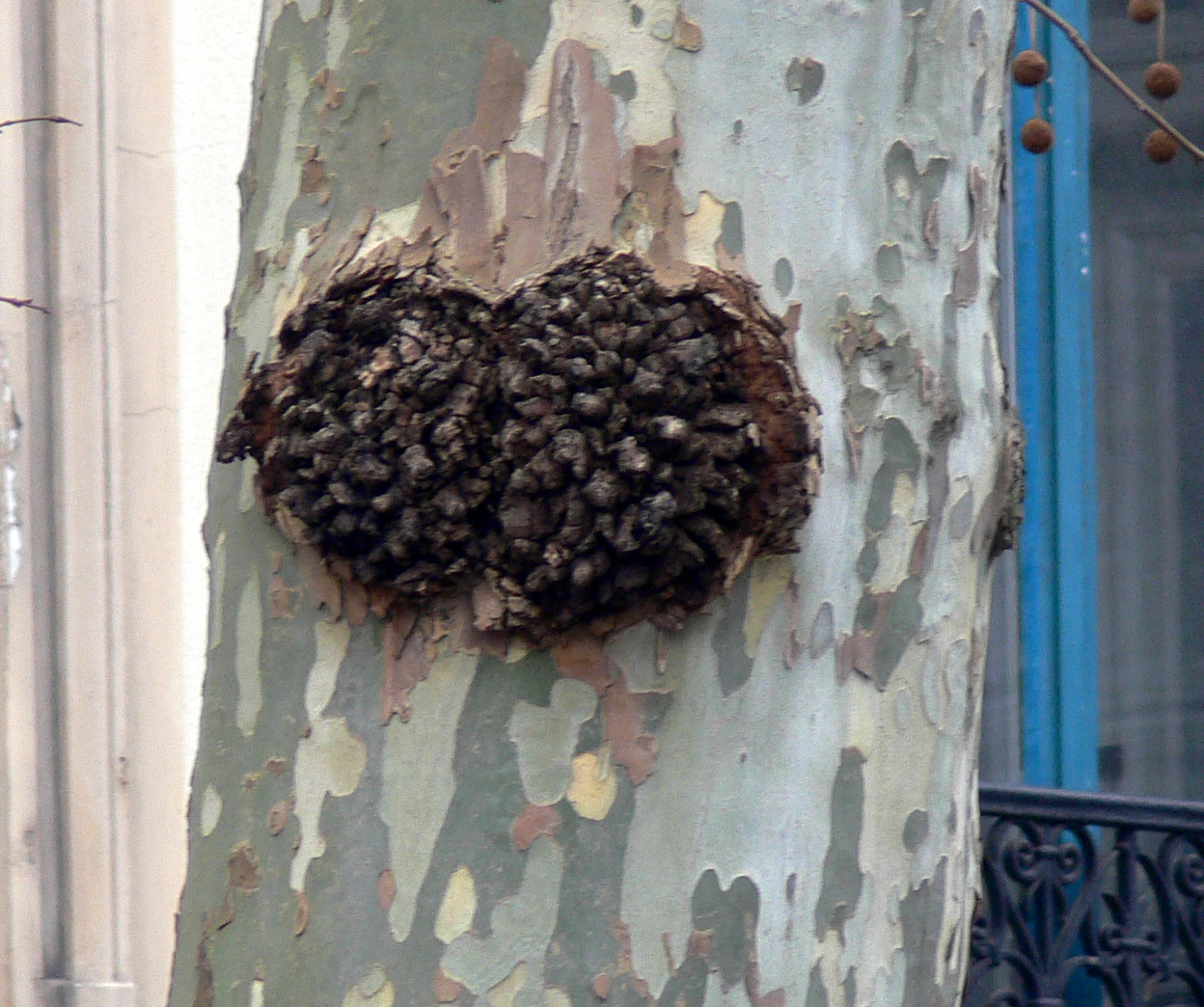
Tumeur sur tronc de platane

La pathologie végétale, ou phytopathologie ou phytiatrie, est la science qui étudie les maladies des plantes, surtout des plantes cultivées.
La distinction entre une maladie et un problème d'ordre physiologique n'est pas toujours facile à établir. À la fin de cet article est placée une énumération de problèmes physiologiques pouvant être confondus avec des maladies.
Les maladies des plantes sont dues à divers organismes : champignons, oomycètes, bactéries, virus, viroïdes, phytoplasmes, protozoaires, nématodes et plantes parasites. Toutefois dans la littérature francophone, contrairement à la littérature anglophone, les nématodes ne sont pas inclus dans les agents infectieux causes de maladies des plantes.
Ces organismes sont normalement présents et souvent en grande quantité dans leur environnement, parfois même des organismes utiles ou symbiotes à la plante, et qui se développent à la faveur d'un stress, d'une blessure, d'une piqûre d'insecte...
Ils ne deviennent pathogènes que dans certaines circonstances.
On les regroupe sous l'appellation d'organismes « phytopathogènes ». Leur domaine d'étude est la phytopathologie.

## Types de maladies
Voir page Maladie des plantes

### Maladies virales
Exemple :
- Virus mosaïque

### Maladies cryptogamiques (dues à des champignons)
Le terme maladie cryptogamique est utilisé pour les maladies parasitaires causées par un ou des champignons microscopiques. Ce terme est resté même si certains des micro-organismes responsables ne sont plus classés parmi les champignons.

### Maladies à phytoplasmes

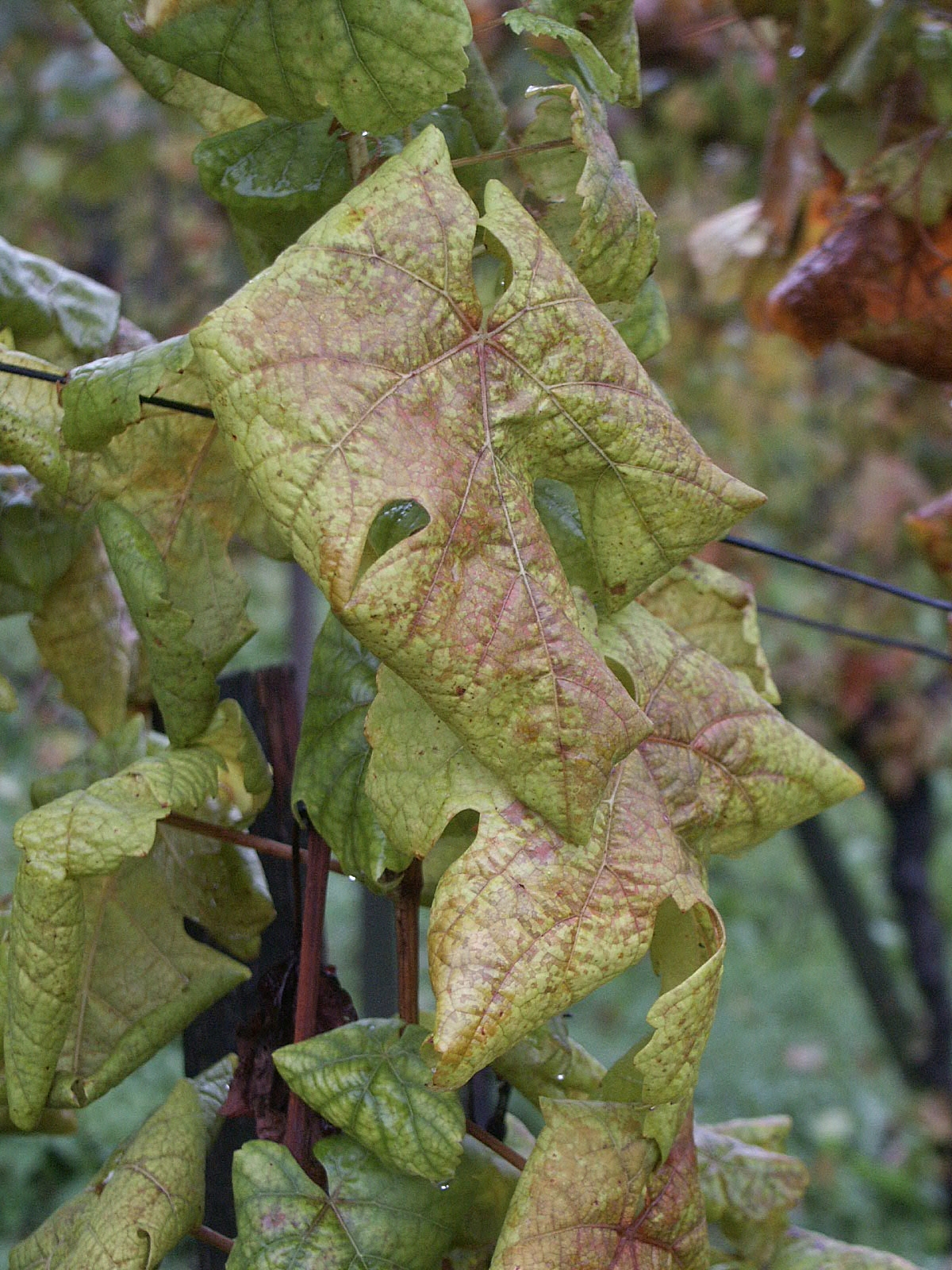
Feuilles de vigne atteinte par la flavescence dorée due à un phytoplasme.

Les phytoplasmes et spiroplasmes sont un genre de bactéries dépourvues de parois cellulaires, apparentées aux mycoplasmes qui sont des pathogènes pour l'homme. Ensemble, tous ces organismes forment la classe des mollicutes.
Ils ont aussi tendance à avoir un génome plus petit que celui des bactéries proprement dites.
Ils sont normalement transmis par des insectes suceurs de sève, qui les injectent dans le phloème des plantes où il se reproduisent.

### Maladies à nématodes
Il existe plus de 5 000 espèces de nématodes dans le sol. Beaucoup sont pathogènes. Certains provoquent des gales au niveau des racines des Solanacées. Le moyen de prévention le plus efficace en lutte biologique est l'introduction de tagètes (œillets d'Inde), qui, grâce à leurs exsudats racinaires, auraient un effet nématifuge[réf. nécessaire].

## Symptômes, dégâts et pertes
Les symptômes comportent essentiellement des changements de couleur, des altérations d’organismes, des modifications anatomiques, des productions anormales de substances et des altérations diverses du métabolisme.
L’information objective en matière de dégâts et de pertes est souvent fragmentaire et imprécises. Par ailleurs, la relation entre symptômes, dégâts et pertes est généralement complexe .
Le type de production (cultures commerciales, culture de subsistance en régions non industrialisées, potagers ou vergers d’appoints en régions industrialisées, jardins d’agrément) doit également être pris en considération.
Par exemple, quelques taches superficielles de tavelure sur les pommes et poires d’un verger d’agrément représentent un symptôme et constituent un dégât (perte esthétique par rapport à un fruit présentant un phénotype « parfait »), mais n’entraînent pas de pertes financières, ce fruit parfaitement comestible n’étant pas destiné à la commercialisation. Par contre, dans un verger destiné à la production commerciale de fruits de table, ces taches induisent un déclassement du produit et une diminution de leur valeur marchande (ce qui constitue une perte financière) car leur aspect est moins apprécié des filières de commercialisation. Par ailleurs, si les lésions superficielles de Venturia sont envahies ultérieurement par des parasites secondaires (Trichothecium, Monilia), les fruits pourrissent et ne sont plus consommables.

## Lutte contre les maladies

### Prévention
Des pratiques préventives sont possibles dans certains cas :
- éviter l’excès d’humidité par drainage ou un contrôle intelligent de l’irrigation,
- Amendement de sol faiblement acide : Les champignons se développent en général mieux en milieu acide qu’en milieu alcalin. Certains champignons parasites verront donc leur agressivité diminuée lorsque le sol devient moins acide, plus alcalin (notamment par apport de calcium (Chaulage) ou de magnésium).
- éliminer des plantes malades, les débris,
- éviter d’endommager les tissus végétaux,
- pratiquer la rotation longue,
- désinfecter les semences (hypochlorite de Na/Ca, formaldéhyde, oxychlorure de cuivre, traitement à la chaleur),
- désinfecter le matériel (hypochlorite de Na/Ca, détergents, formol),
- désinfecter le sol par traitement vapeur – solarisation,
- choisir des variétés résistantes.

### Lutte chimique
C'est le recours aux fongicides de synthèse ou aux bactéricides (antibiotiques).
La lutte chimique contre les maladies cryptogamiques remonte à la fin du XIXe siècle avec la découverte de l'action du cuivre contre le mildiou de la vigne. Pour bénéficier de l'activité des sels de cuivre sans trop nuire à la culture (phytotoxicité) l'utilisation de la bouillie bordelaise (sulfate de cuivre neutralisé à la chaux) se généralisa dès le début du XXe siècle. Rapidement apparurent des bouillies bordelaises industrialisées, c'était le début du développement de l'industrie phytosanitaire qui depuis n'a pas cessé de mettre au point de nouvelles formulations associant diverses matières actives mises au point par la recherche des grands groupes de la pharmacie pour la plupart.
Vers 1950 apparurent les premières molécules de synthèse qui permirent d'améliorer les produits disponibles. Des carbamates (zinèbe, manèbe, mancozèbe…), des phtalimides (captafol, folpel…) furent utilisés seuls ou associés à des sels de cuivre. Ces produits faciles d'emploi constituent la première génération des grandes spécialités anti-mildiou (Cuprosan, Trimiltox, Moloss sont des noms commerciaux fort connus des viticulteurs). Il fallut attendre les années 1970 pour que des matières actives nouvelles permettent de s'affranchir des contingences climatiques, elles sont pénétrantes (cymoxanil) ou systémiques (anilides, phosétyl-al). Elles permirent de développer le concept de lutte raisonnée, les traitements peuvent maintenant intervenir en fonction de l'évolution des parasites.
De nos jours, toutes les productions agricoles intensives (grandes cultures, arboriculture, cultures légumières) ont recours à des applications de fongicides pour protéger leur potentiel. Dans le cadre de systèmes de lutte raisonnée, le producteur définit un itinéraire cultural avec un objectif de rendement. Plus celui-ci est élevé, plus il faut être vigilant face au développement des maladies. La lutte raisonnée basée sur l'observation méticuleuse des cultures permet d'intervenir à bon escient avec une palette d'outils (chimiques et autres) performants, ayant, dans le cadre d'une bonne pratique agricole, un impact limité sur l'environnement, sans risque pour le consommateur (les conditions de mise en marché et d'emploi des spécialités phytosanitaires sont strictement encadrées par une règlementation rigoureuse basée sur des textes règlementaires européens et nationaux).
Pour la protection des cultures, les antibiotiques sont très peu autorisés (donc d'usage interdit) dans la plupart des pays pour les risques de sélection de gènes de résistance qui pourraient passer aux bactéries pathogènes chez l'homme. On y trouve des produits comme la Streptomycine, la Terramycine, l'Agrimycine, la Kasugamycine.

### Lutte biologique
Des alternatives aux traitements chimiques sont peu à peu mises au point et arrivent sur le marché. Cette catégorie des éliciteurs-phytostimulants apporte des solutions qui ont déjà donné des résultats.
On peut volontairement introduire dans une parcelle infectée une bactérie ou un champignon inoffensif pour la plante mais qui présente des antagonismes forts avec une bactérie ou un champignon particulièrement pathogène. Par exemple on utilise Erwinia herbicola contre Erwinia amylovora

### Lutte intégrée
On peut aussi combiner les différentes techniques en prenant plus en compte le facteur environnemental.
Les maladies des plantes sont dues à deux séries de facteurs, qui peuvent agir conjointement :
- des facteurs liés au milieu dans lequel poussent ou évoluent les plantes et végétaux libres (phytoplancton), qui peuvent provoquer des maladies physiologiques à la suite d'agressions de facteurs physiques (acidité, ultraviolets, déshydratation, radioactivité, pollutions) ou de carences minérales du sol ;
- des organismes parasites qui peuvent déterminer des maladies parasitaires d'origine végétale, cryptogamique, bactérienne, virale ou animale. Dans certains cas, plus que de maladie, il s'agit de déprédations (exemple des animaux, bactéries ou champignons phytophages). L'absence d'organismes symbiotes (bactéries, champignons, pollinisateurs…) est aussi une cause de maladies ou de mort des plantes.

## Problèmes physiologiques pouvant faire penser à des maladies
Ce sont les dysfonctionnements physiologiques de la plante liés à des facteurs tels ceux listés ci-après.

### Stress hydrique
Le manque d'eau induit un dessèchement, un ralentissement, et son excès peut provoquer une asphyxie radiculaire. Les problèmes sont liés au pH de l'eau, à sa température, à la salinité (salinisation) ou à sa qualité (pollution chimique ou organique, par exemple par de pathovars de la bactérie Pseudomonas).

### Composition chimique du sol
Les constituants minéraux nécessaires à la plante peuvent être en quantité ou en disponibilité insuffisante au point de provoquer de véritables symptômes extérieurs et pas seulement une production limitée (voir : carence).

#### Éléments principaux (dits aussi majeurs)
- N (azote minéral) : le manque d'azote provoque le jaunissement de la plante, et son excès peut provoquer de façon indirecte une verse sur les céréales,
- K (potassium) : « faim de potasse »,
- Mg (magnésium).
- Ca (calcium)

#### Oligo-éléments (dits aussi mineurs)
- Fe (fer) : une carence en fer (souvent par blocage en sol calcaire) provoque des chloroses,
- De nombreux autres oligo-éléments interviennent ainsi que les toxiques naturels ou polluants introduits par l'homme (plomb, arsenic par exemple…)

### Obscurité
Un climat anormalement pluvieux à une saison donnée peut provoquer un déficit de lumière et un ralentissement de la croissance et de la production.
Le manque de lumière comme après une forte éruption volcanique empoussiérant l'atmosphère a les mêmes effets.

### Anomalies thermo-hygrométriques
Un excès de chaleur s'identifie avec un échaudage du végétal, insolation souvent liée à une diminution de l'hygrométrie provoquant un double stress pour la plante et en ville une diminution du phénomène de rosée.
Le gel a lui aussi un effet important. Il provoque des roulures, une fente des troncs et des écorces éclaté par l'eau. Le poids de la neige ou du givre provoque aussi la fracture des branches ou des tiges. Certaines bactéries présentes sur les feuilles comme pseudomonas peuvent induire la cristallisation de glace à la surface des végétaux un peu avant le 0 °C.

### Pollution atmosphérique
Les poussières et substances grasses qui encrassent les feuilles, freinent la photosynthèse tout en favorisant la colonisation de surface par des champignons ou bactéries épiphytes éventuellement pathogènes.
Certaines substances véhiculées par l'atmosphère sont très nocives pour les végétaux telle que, par exemple, l'Anhydride sulfureux et de manière générale les acides émis par l'activité humaine (l'industrie, la combustion des chauffages, les gaz d'échappements des véhicules…), l'ozone, les PAN, et autres oxydants émis par l'industrie, le chauffage, les véhicules, agissant le jour et/ou la nuit.
On peut citer l'effet des éruptions volcaniques émettrices de cendres fines: celles-ci recouvrent les végétaux proches et si elles ne sont pas lavées par des pluies, ceux-ci n'ont plus assez de lumière et souffrent.

### Facteurs climatiques
Sont à prendre en compte : les effets du vent (bris, blessures, tensions…), les précipitations (pluie, neige, grêle), la foudre, la longitude, la latitude, relief, masses d'air froides, masses d'air chaudes…

#### Bases de données et dictionnaires
- Ressource relative à la santé :   - Medical Subject Headings
- Notices dans des dictionnaires ou encyclopédies généralistes :   - L'Encyclopédie canadienne
  - Universalis
- Notices d'autorité :   - LCCN
  - GND
  - Japon
  - Israël
  - Tchéquie